# Szeszta
Szeszta (szlovákul: Cestice) község Szlovákiában, a Kassai kerület Kassa-környéki járásában.

## Fekvése
Kassától 19 km-re, délnyugatra fekszik.

## Története
A régészeti leletek tanúsága szerint a település már a 9. század óta lakott.
1241-ben a tatárjárás során elpusztult, de újjáépítették. 1317-ben „villa Zozta” néven említi először írásos dokumentum, az egri káptalan oklevele. Ekkor már állt temploma és plébániája is. 1365-ben több faluval együtt az Aba nembeli Szikszai Imre fia Péter birtoka, majd fiaié: Péteré és Miklósé. 1374-ben Szikszai Imre és Perényi András tulajdona. 1402-ben Zsigmond király hívének, Perényi Péternek adja, ekkor „Shesta” néven említi az oklevél. 1427-ben 58 portát számláltak a faluban Semsey Ferenc és Perényi Imre birtokában, amely mintegy 300 lakost jelentett. 1430-ban Nagyida várának uradalmához tartozott, birtokosa a Perényi család volt. A 15. század közepén, 1440 és 1447 között többször érték huszita támadások, akik Jászó megerősített várából csaptak ki a környező településekre. 1442-ben a Perényiektől Modrár Pál kapta zálogba. 1449-ben a jászói konvent Modrárt birtokosnak ismerte el, melyet később Hunyadi Mátyás is megerősített. Perényi Jánosnak Modrár Katalinnal kötött házasságával a birtok újra a Perényieké lett. Ura Perényi Péter 1526 után az ország egyik legnagyobb birtokosa.
1556-ban a császári katonaság lerombolta Nagyida várát, mely nem épült újjá és az uradalom új központja Szikszó lett. A 16. század során a török többször támadta a végekhez közeli települést, ennek hatására a lakosság száma jelentősen csökkent. 1553-ban még 14 porta volt a faluban, 1564-ben már csak 9. 1565-ben 5 porta adózott Perényi Jánosnak és Draskovich Györgynek.1567-bn lakói felvették az evangélikus vallást. 1688-ban a Csáky család lett a nagyidai uradalom és a falu birtokosa. A nagyidai Csáky-kastély építésével az uradalmi központ újra Nagyida lett. Szeszta azonban már nem nyerte vissza korábbi jelentőségét. Mindvégig magyar többségű település volt, lakói nagyrészt kálvinisták. 1696-ban 17 adózója volt. Lakói részt vettek az 1703 és 1711 között zajlott Rákóczi-szabadságharcban. A háborús idők pusztításait az 1710-ben kitört pestisjárvány tetőzte be. 1715-ben 11, 1720-ban 7 ház állt a településen. A 18. században Sáros vármegyéből érkezett római és görögkatolikus szlovák lakosság települt be a községbe. 1772-ben 41 jobbágy és 16 zsellérháza volt.
A 18. század végén Vályi András így ír róla: „SZESZTA. Magyar falu Abaúj Várm. földes Ura Gr. Csáky Uraság, lakosai ó hitüek, és reformátusok, fekszik Kanyapta vize mellett, Csécshez nem meszsze, mellynek filiája; határja középszerű.”
A 19. században a lakosság száma növekedésnek indult. 1828-ban 85 házában 647 lakos élt. Lakói mezőgazdasággal, szövéssel foglalkoztak.
Fényes Elek 1851-ben kiadott geográfiai szótárában így ír a faluról: „Szeszta, Czestice, magyar-orosz falu, Abauj vmegyében, N. Idához nyugotra 1 órányira: 140 r., 251 g. kath., 420 ref., 38 zsidó lak. Kath., gör., kath., ref. szentegyház. Földe termékeny; szénája, nádja a kanyapta mocsárban elég. F. u. gr. Csáky, b. Perényi, Lánczy. Ut. p. Kassa.”
1866-ban a falu egy része tűzvészben leégett. Birtokosai ekkor a gróf Csáky, báró Perényi és a Lánczy családok voltak. 1890-ben megépült a kassa-tornai vasútvonal, mely elősegítette a község fejlődését, bár  a vonatok 1912-ig nem álltak meg itt.
Borovszky Samu monográfiasorozatának Abaúj-Torna vármegyét tárgyaló része szerint: „Közel hozzája, a kassa-tornai vasút mellett Szeszta, 112 házzal és 602 magyar lakossal. Postája és távirója a közvetlenül mellette fekvő Csécs.”
A trianoni diktátumig Abaúj-Torna vármegye Csereháti járásához tartozott. 1921-ben egy tűzvészben 66 háza égett le, akkor a faluban összesen 99 ház állt. 1927-1928-ban néhány család a tengerentúlra vándorolt ki. 1938 és 1945 között ismét Magyarországhoz tartozott. A második világháború során súlyos károkat szenvedett, a háborúban 25 helyi lakos esett el.

## Népessége
| Év:            | 1994. | 2004.   | 2014.   | 2024.   |
| -------------- | ----- | ------- | ------- | ------- |
| Emberek száma: | 752   | 795     | 848     | 853     |
| Eltérés:       |       | +5,71 % | +6,66 % | +0,58 % |

| Év:            | 2023. | 2024.   |
| -------------- | ----- | ------- |
| Emberek száma: | 834   | 853     |
| Eltérés:       |       | +2,27 % |

1910-ben 639-en, túlnyomórészt magyarok lakták.
2011-ben 824 lakosából 464 szlovák és 312 magyar.

## Nevezetességei
- Nepomuki Szent János tiszteletére szentelt, római katolikus temploma a 13. században épült, a 18. században barokk stílusban építették át.
- Görögkatolikus temploma a Védelmező Szűzanya tiszteletére épült 1877-ben.
- Református temploma a 19. század közepén épült késő klasszicista stílusban.